# Choranche
Choranche ist eine französische Gemeinde mit 140 Einwohnern (Stand: 1. Januar 2022) im Département Isère in der Region Auvergne-Rhône-Alpes (vor 2016 Rhône-Alpes). Sie gehört zum Arrondissement Grenoble und zum Kanton Le Sud Grésivaudan. 

## Geographie
Die Gemeinde Choranche liegt im Westen des Vercors-Massivs, etwa 33 Kilometer westsüdwestlich von Grenoble an der Bourne, die die Gemeinde im Süden begrenzt, in der historischen Landschaft Dauphiné. Das 10,33 km² umfassende Gemeindegebiet liegt vollständig im Regionalen Naturopark Vercors. Umgeben wird Choranche von den Nachbargemeinden Presles im Norden, Rencurel im Nordosten, Saint-Julien-en-Vercors im Osten und Südosten, Châtelus im Süden, Pont-en-Royans im Westen sowie Saint-André-en-Royans im Nordwesten. 

## Bevölkerungsentwicklung
| Jahr                       | 1962 | 1968 | 1975 | 1982 | 1990 | 1999 | 2011 | 2021 |
| -------------------------- | ---- | ---- | ---- | ---- | ---- | ---- | ---- | ---- |
| Einwohner                  | 151  | 149  | 115  | 130  | 132  | 130  | 130  | 133  |
| Quellen: Cassini und INSEE |      |      |      |      |      |      |      |      |

## Sehenswürdigkeiten
- Kirche Mariä Himmelfahrt
- Höhlen von Choranche
- acht Kilometer lange Felsformation Rochers de Presles

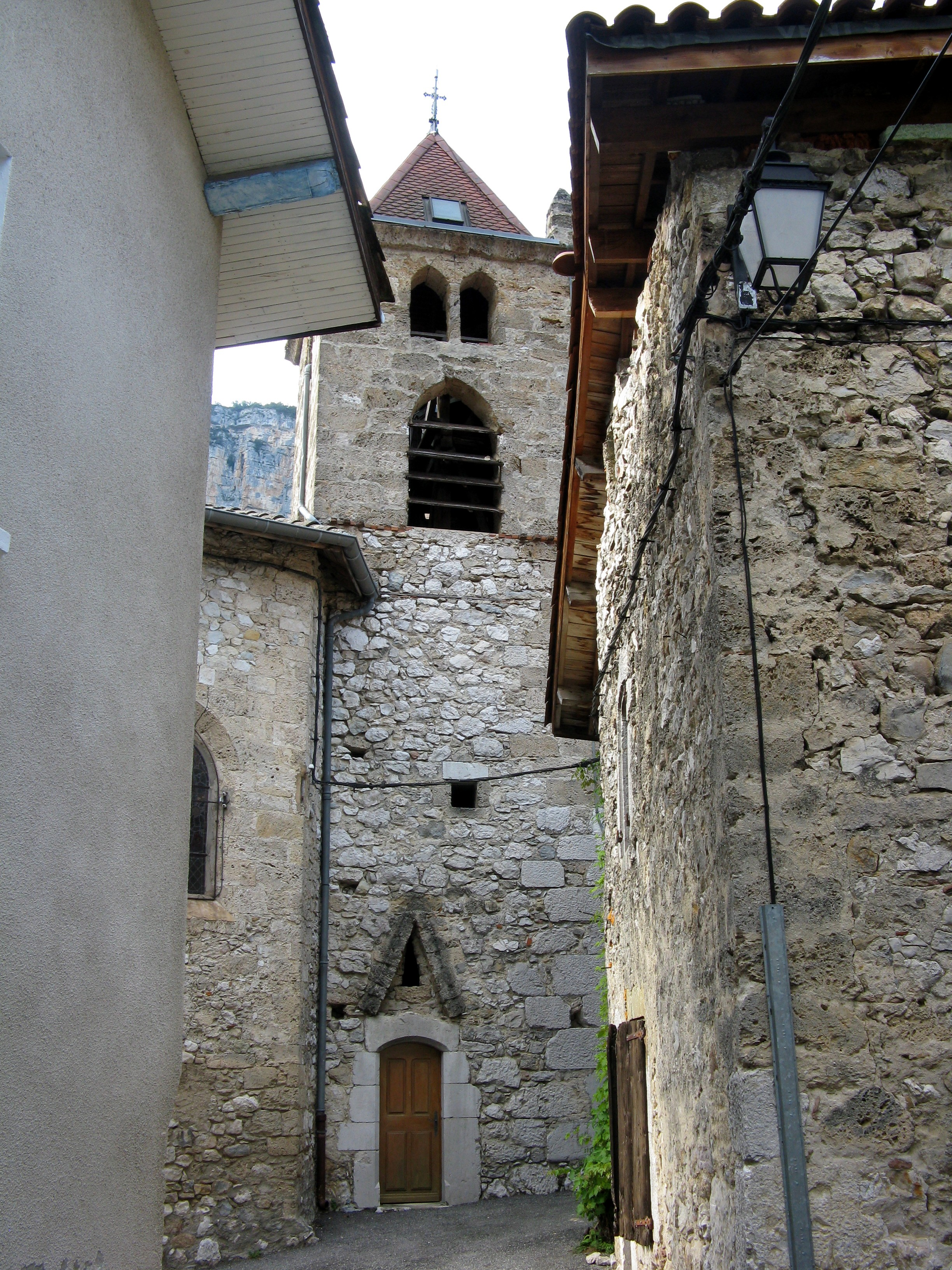
Kirche Mariä Himmelfahrt
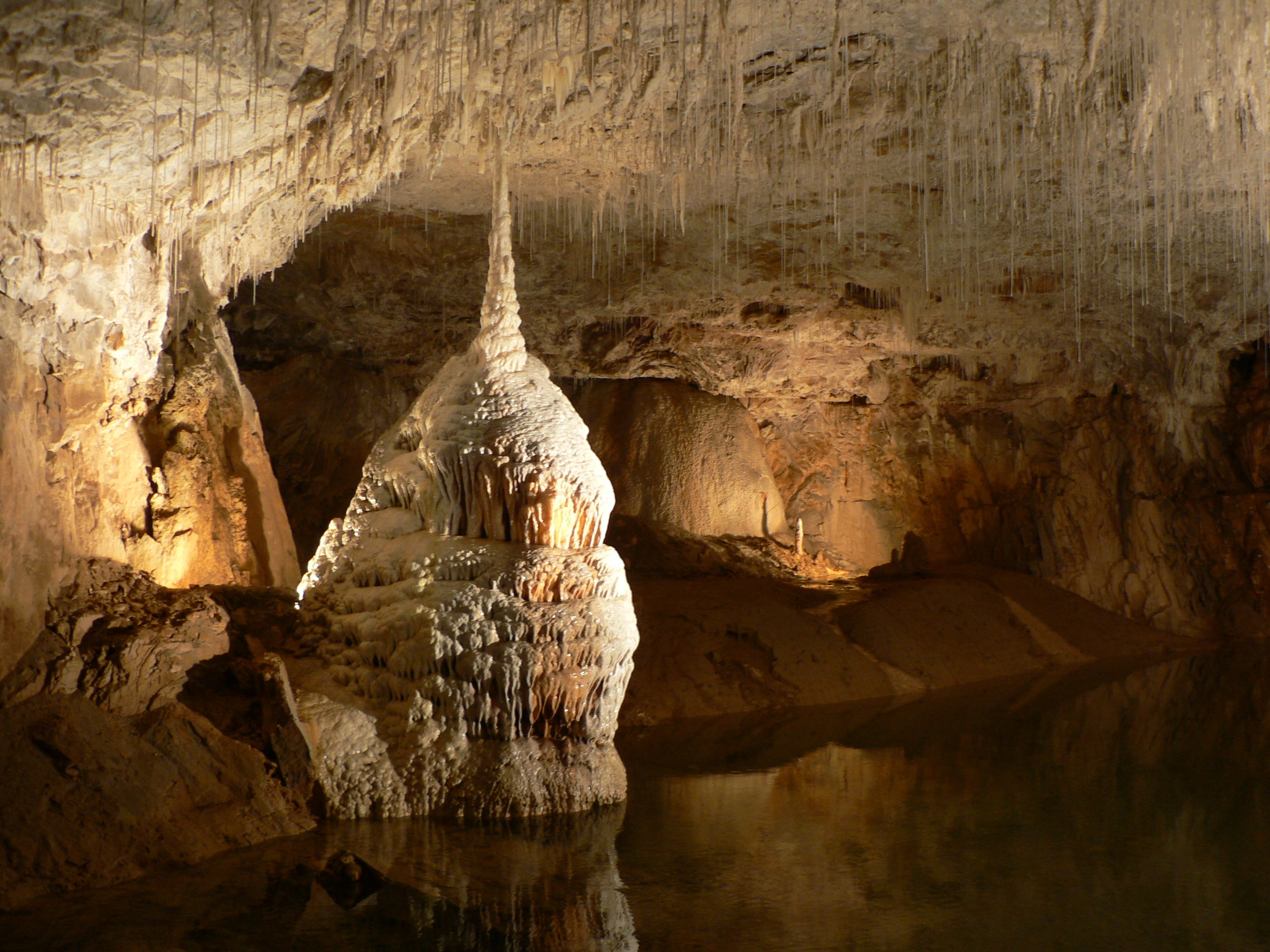
Höhlensystem von Choranche
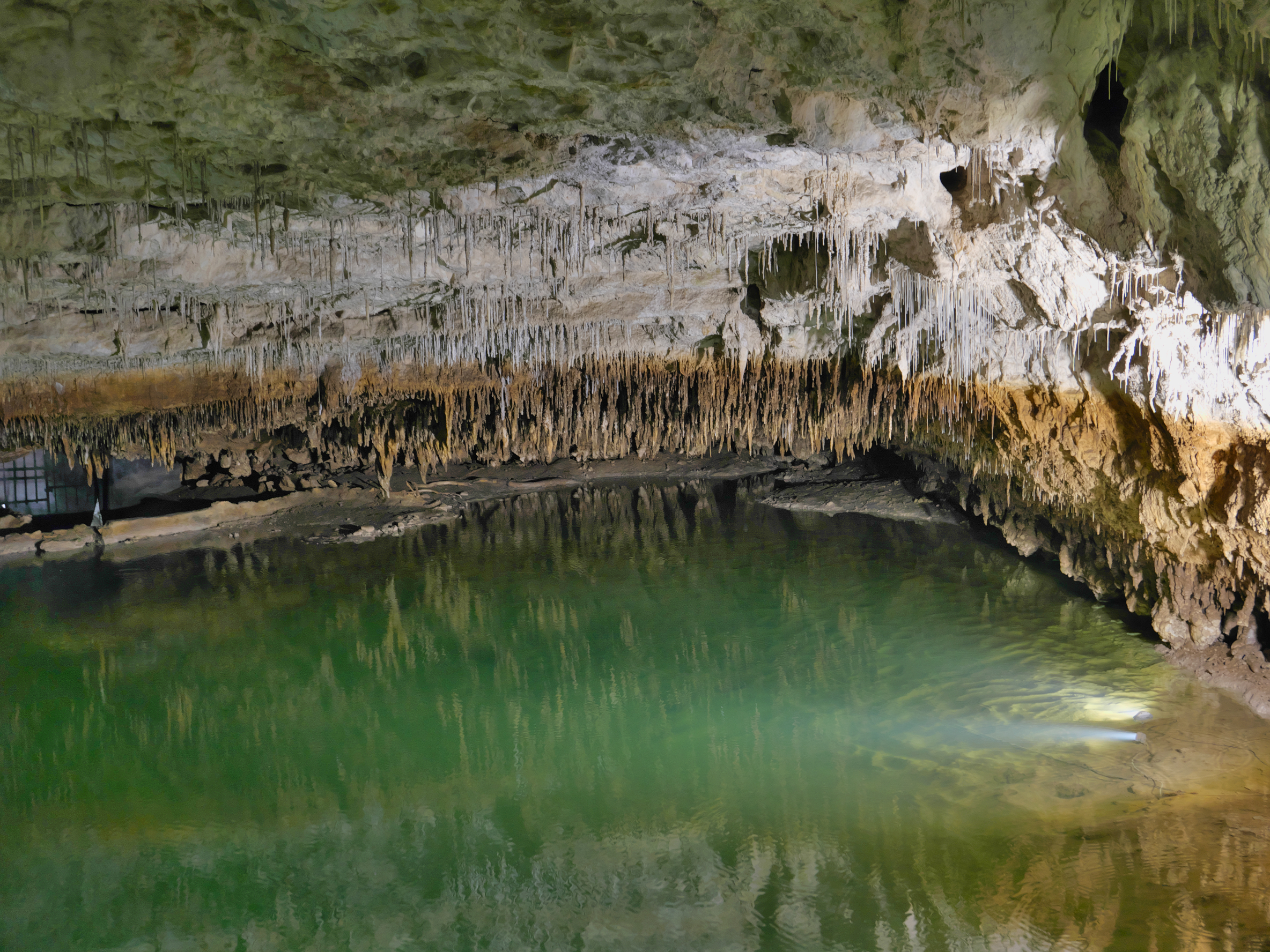
Einer der Höhlenseen